# Chief Miko
Michel Toofa Pouira Krainer, conocido como Jefe Miko (nacido el 3 de abril de 1959) es un hablante, escultor, navegante tradicional, músico, cantante, jefe tradicional y activista de la Polinesia Francesa. Desempeñó un papel importante en el resurgimiento cultural polinesio, particularmente en el resurgimiento de los tatuajes polinesios.  

## Biografía

### Orígenes
Su abuelo adoptó al joven Michel el día que nació. Pasó una infancia feliz en Arue, entre la montaña y la laguna. Buen estudiante, al joven Michel le gusta decir que es el único de su clase que ha obtenido su certificado escolar.  

### Escultura
Desde pequeño su tío, el escultor Vaiere Mara, formó al joven Michel en la búsqueda de materiales con los que trabajar, así como en el tallado de la madera mediante gubia y mazo. En 1972 se unió al grupo de danza de Arue, Fetia, más tarde rebautizado como Ahutoru Nui en 1989. Tenía doce años y el raatira (líder de tropa) Teipo Temaiana aprovechó sus conocimientos para encargarle fabricar instrumentos para el colectivo.

### Navegación tradicional
En ese momento, a Michel le dijeron que su padre estaba fabricando canoas en Honolulu y se dispuso a encontrarlo allí. Después de un año dedicado a aprender el idioma, regresó a la escuela secundaria en Oahu . Fue adoptado por una familia de artistas de Waikiki . Miembro fundador de la sociedad de viajes polinesia, el padre, Billy Richmond, trabajó entonces en la obra de construcción de la canoa Hokule'a .
Después del bachillerato, Michel obtuvo su diploma de arbolista. Creó una empresa de poda, Genesis tahitian tree service . Habiendo obtenido grandes contratos en California, pronto empleó a una docena de personas. En 1990, el joven Michel Pouira Kreiner se convirtió en millonario. Luego organiza grandes festivales polinesios. En 1992 Michel Pouira Kreiner participó en la creación de la organización Nā Kalai Waʻa Moku o Hawaiʻi . A partir de 1994 comenzaron un ambicioso proyecto : una canoa tradicional de más de 16 metros, Makali'i . El proyecto finaliza con una navegación de tres meses hasta la isla de Mau Piailug, Satawal . Michel Pouira Kreiner, único polinesio a bordo de una tripulación formada por micronesios, continuó el viaje durante varios meses y visitó los rincones de este archipiélago inaccesible.
En 1999, de vuelta en Oahu, Michel dio la bienvenida a la canoa Te Aurere. Luego conoce al tatuador tradicional Purotu, miembro de la tripulación, y se compromete a tatuarse todo el cuerpo a la antigua usanza, utilizando peines. Luego decide cambiar su nombre a Jefe Miko. Deja la gestión de su negocio en manos de sus hijos y se lanza de lleno a lo que percibe como una misión. ; salvaguardar y promover su cultura ancestral, la cual considera un patrimonio en peligro de extinción.
La organización Nā Kalai Waʻa Moku o Hawaiʻi se compromete entonces a ofrecer una canoa tradicional a Mau Piailug, para agradecerle la ayuda que le ha prestado en las numerosas navegaciones a bordo de la canoa Hokule'a. El jefe Miko participa en la construcción de este proyecto llamado Alingano Maisu . Siguiendo instrucciones de Mau Piailug, adorna la proa de la canoa con la escultura de un albatros, símbolo del vínculo que une a los pueblos del Pacífico. La canoa se regala a Mau Piailug durante el viaje de Hōkūleʻa en 2007 , "Kū Holo Mau" . El propio Miko dirige la canoa hasta la isla Satawal, donde el 18 de marzo de 2007, Mau Piailug preside una ceremonia tradicional de Pwo para los navegantes. Lo cual no había sucedido en 56 años. Cinco hawaianos y otros once son nombrados maestros navegantes, incluido el hijo de Mau, Sesario Sewralur actual capitán de la canoa Alingano Maisu .

## Regreso a Tahití
Jefe Miko regresó a Tahití en 2008, después de más de 25 años en Hawái. Se convierte en raatira (líder) de los orero (oradores) de la compañía Heikura Nui . Con Heikura Nui ganaron dos grandes premios en Heiva i Tahiti . Sin un título de propiedad escrito, optó por establecerse en la tierra de sus antepasados paternos en Arue, en una casa tradicional de bambú con un gran huerto. Allí talló madera y elaboró medicinas tahitianas con las plantas medicinales que cultivaba. El 24 de junio de 2013, el tribunal de Papeete ordenó su expulsión. La jefa Miko debe entonces mudarse a una casa moderna. Fue allí donde asumió el desafío de fabricar grandes tikis tahitianos de madera para el mercado chino.

## Centro de Creación Contemporánea Teroronui en Papeete
En 2014, Miko se unió al colectivo CCCTP, Centre de Création Contemporaine Teroronui de Papeete, un colectivo transdisciplinario presidido por Jonathan Bougard, cuyo objetivo era trabajar por la perpetuación de las culturas locales apoyando al mismo tiempo la relación con los medios de comunicación modernos. Dentro de este colectivo Miko encuentra artistas como Max Tohitika, Julien Magre, Massimo Colombini, Moana Heitaa y los escultores Pitore y Teva Victor . Expusieron en la Casa de la Cultura de Tahití, Te Fare Tauhiti Nui, luego en la Universidad de la Polinesia Francesa. Según un texto de Jean-Louis Poitevin, “El CCTP pretendía “ dar al deseo de imagen un lugar central en la vida cultural y social de Tahití. (…) De la tradición a la difusión de esta tradición, del tatuaje con peine a las nuevas tecnologías, esta exposición interroga y ofrece respuestas, define lo que significa ser un artista hoy en Tahití y da un lugar de honor también a los artistas. Polinesios que con miradas poco convencionales  ”. Más allá de la exposición de pinturas, se organizan esculturas, tintas chinas, events y creaciones en vivo. : La jefa Miko esculpe en vivo con una motosierra, luego siguen sesiones de tatuajes tradicionales con un peine y un seminario sobre estos aspectos 

## Reino polinesio de Atooi
Pero el jefe Miko está demasiado limitado en este marco institucional. Dentro del reino polinesio de Atooi, gobernado por el rey Aleka, se transformó en un verdadero activista y entró en conflicto abierto con las autoridades locales y francesas. Llegó a los titulares de la actualidad polinesia por sus acciones escandalosas como la ocupación y la reclamación de propiedad de los marae Arahurahu de Paea, y atrajo la animosidad de una parte de la población polinesia, que no desea volver a los tiempos de los ancestros.

## Videografía
El jefe Miko aparece en el documental Tatau, la culture d'un art, dirigido en 2014 por Jean-Philippe Joaquim. 
En 2017, Chief Miko fue objeto de un documental codirigido por Jonathan Bougard y Jean-Philippe Joaquim, Miko, le chef voyant . 

## Galería

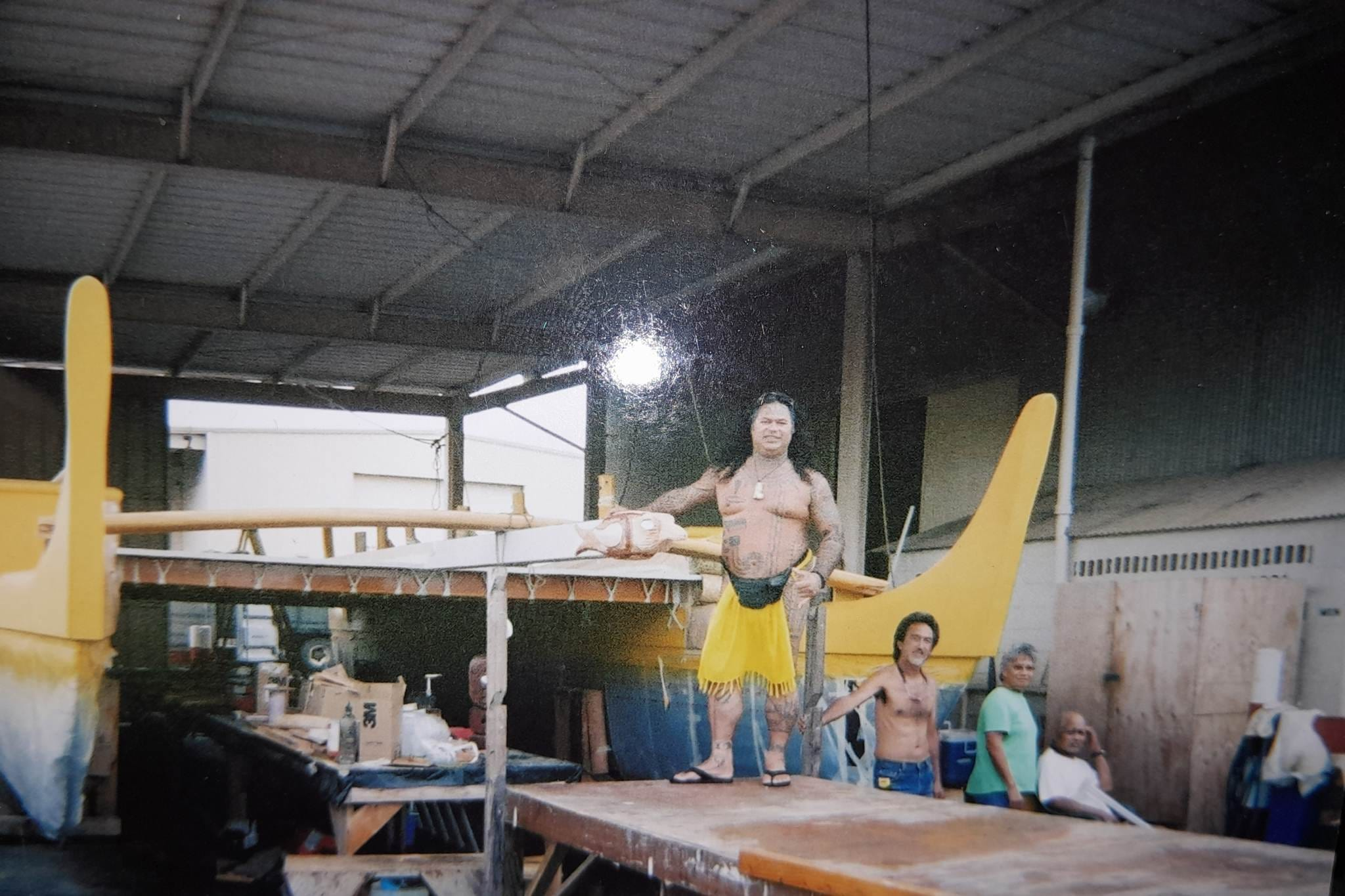
Jefa Miko delante de Alingano Maisu Wa'a 2006
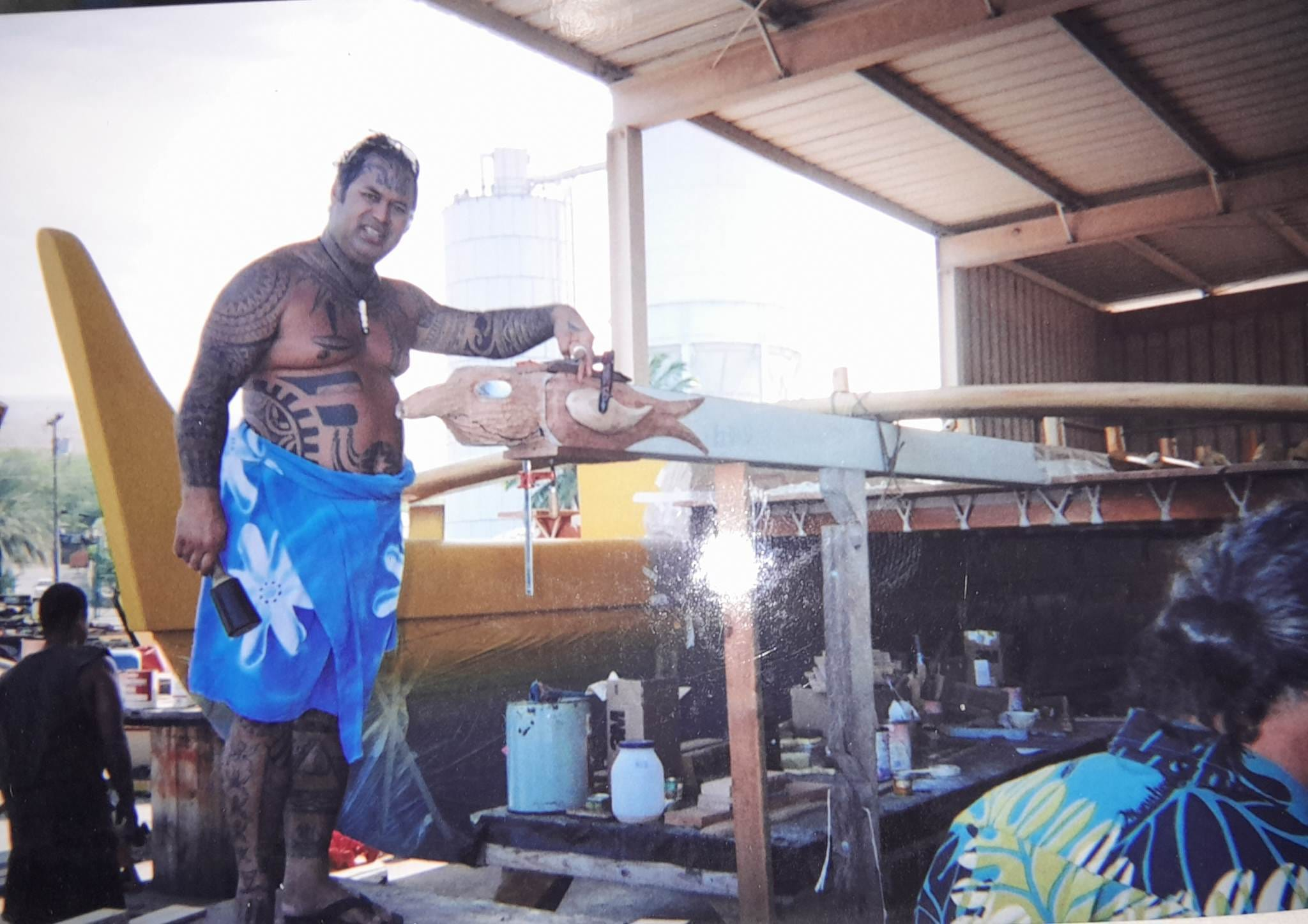
El jefe Miko y el albatros tallado en la proa de la canoa Alingano Maisu
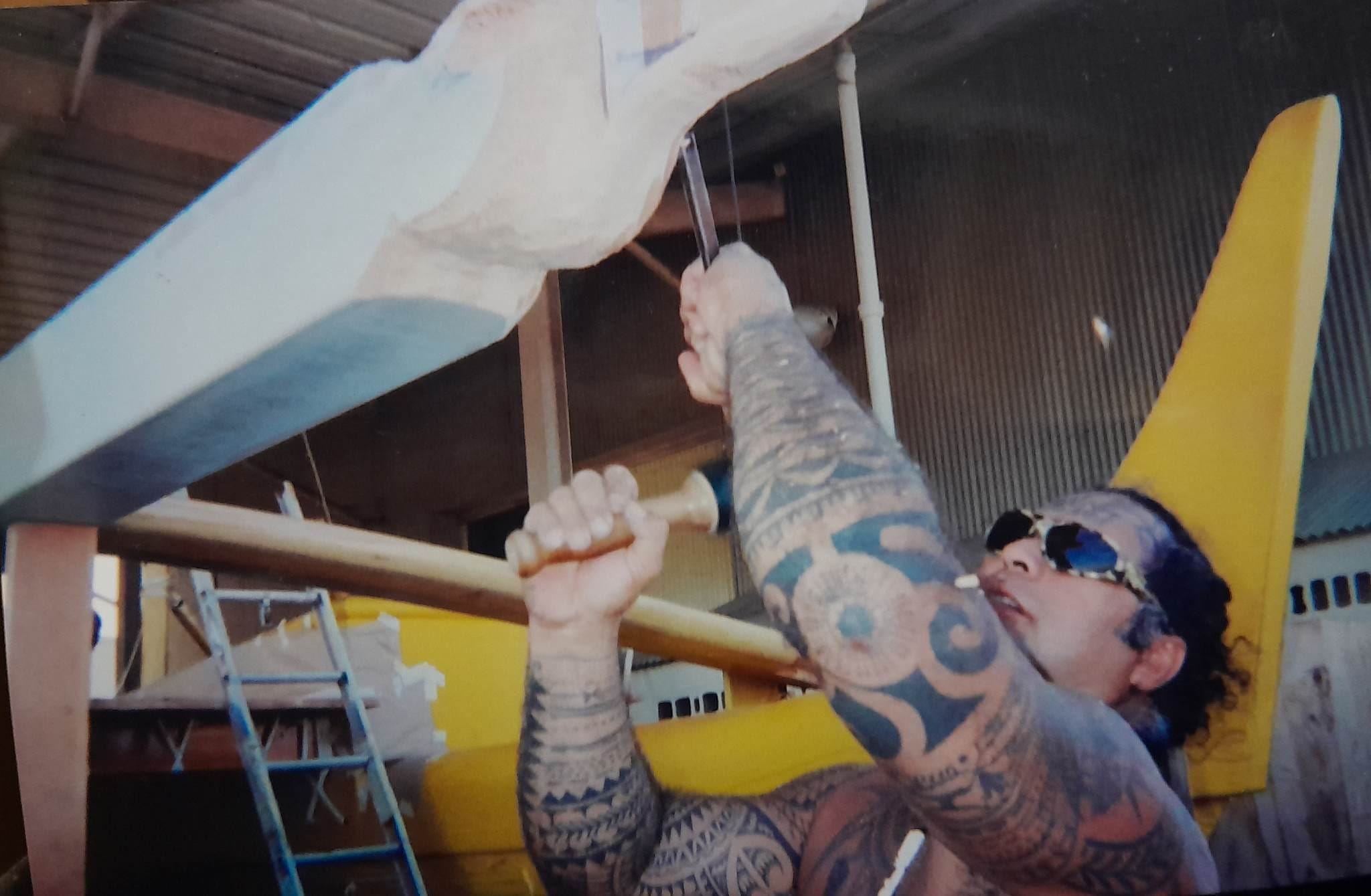
Jefa Miko talla de canoa Alingano Maisu
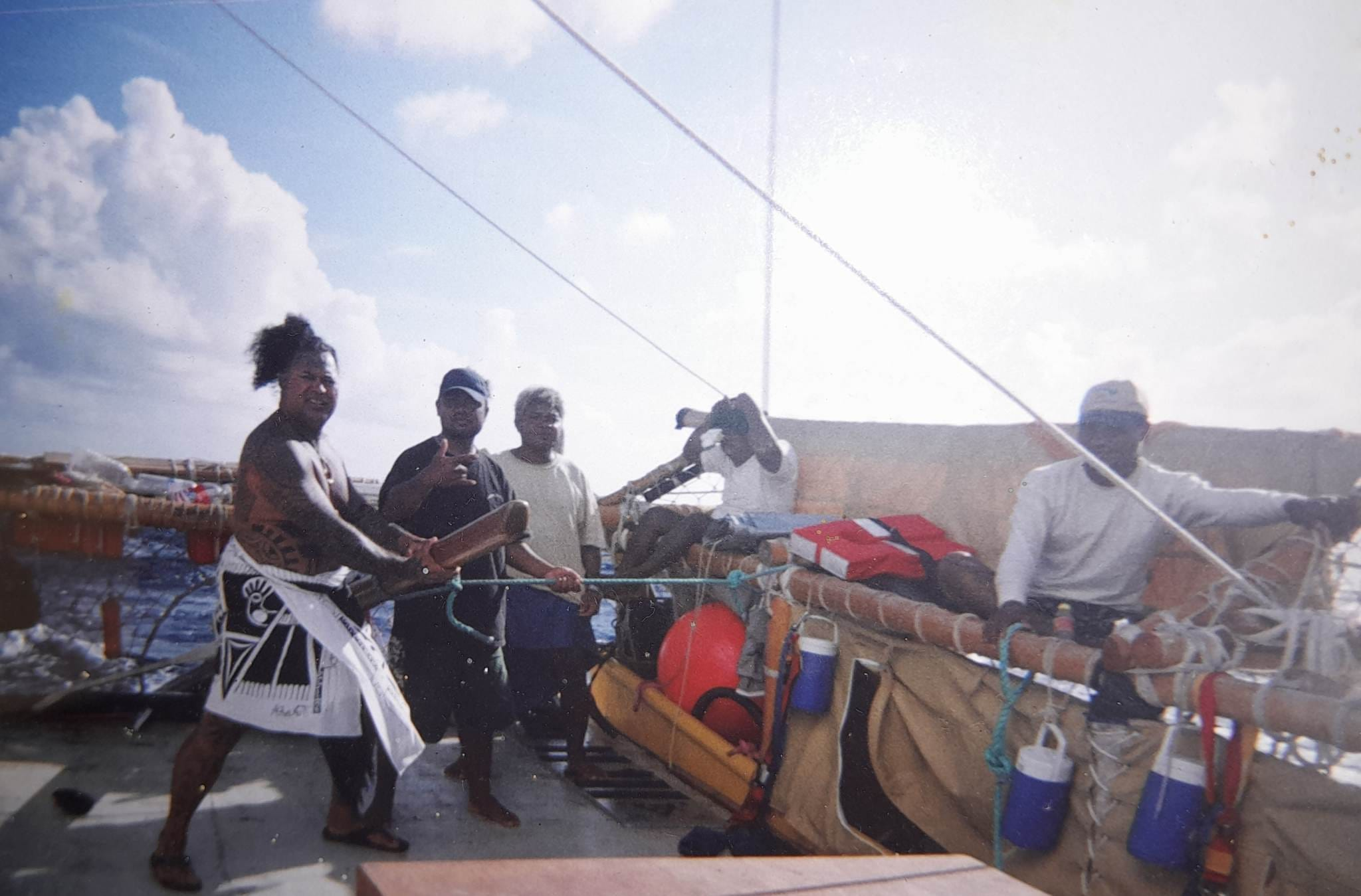
Navegando desde la isla de Palau hasta Yap a bordo del Alingano Maisu
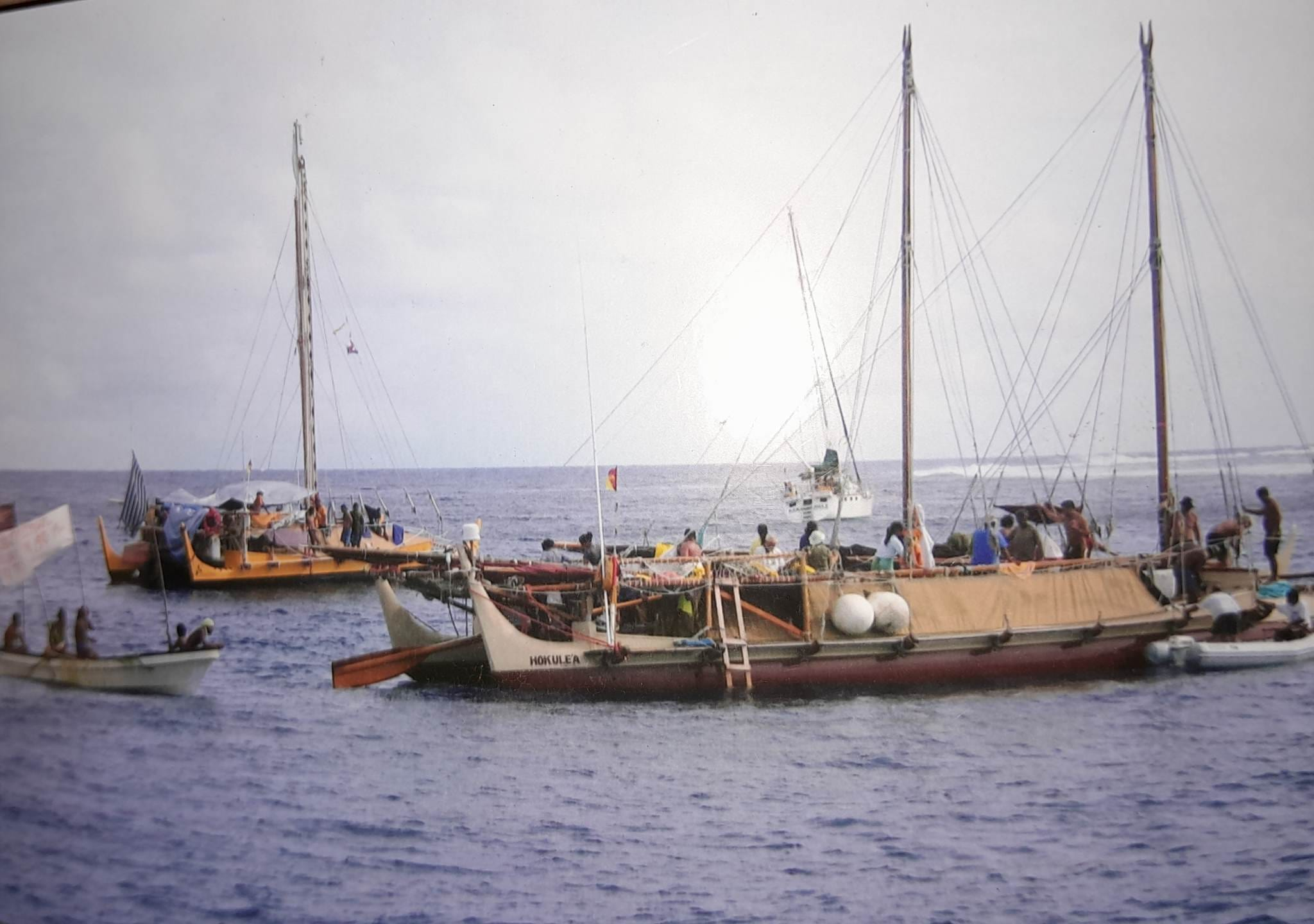
Llegada de los pirigs Hòkūle'a y Alingano Maisu a Satawal en Micronesia
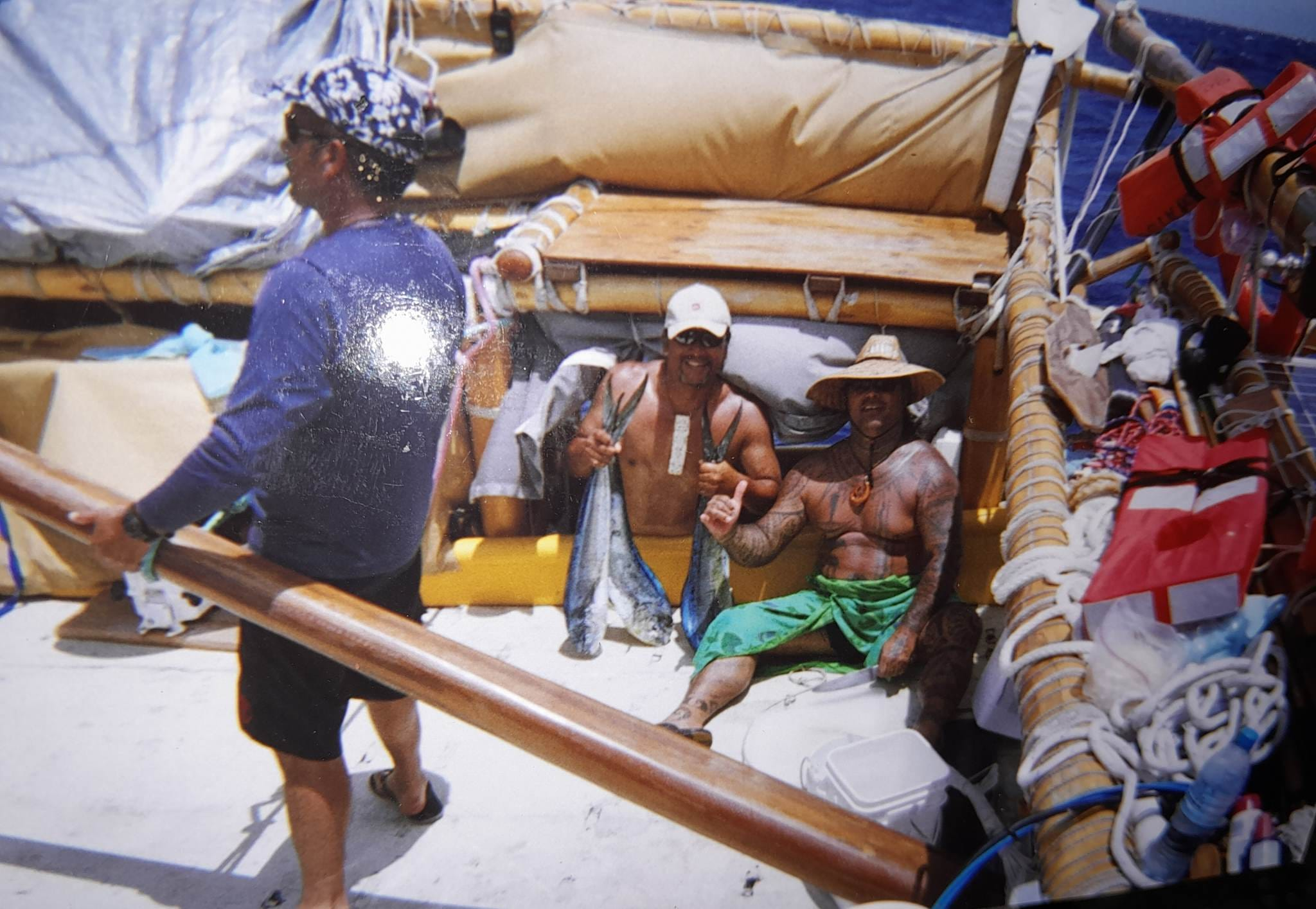
Jefe Miko a bordo de Hokulea
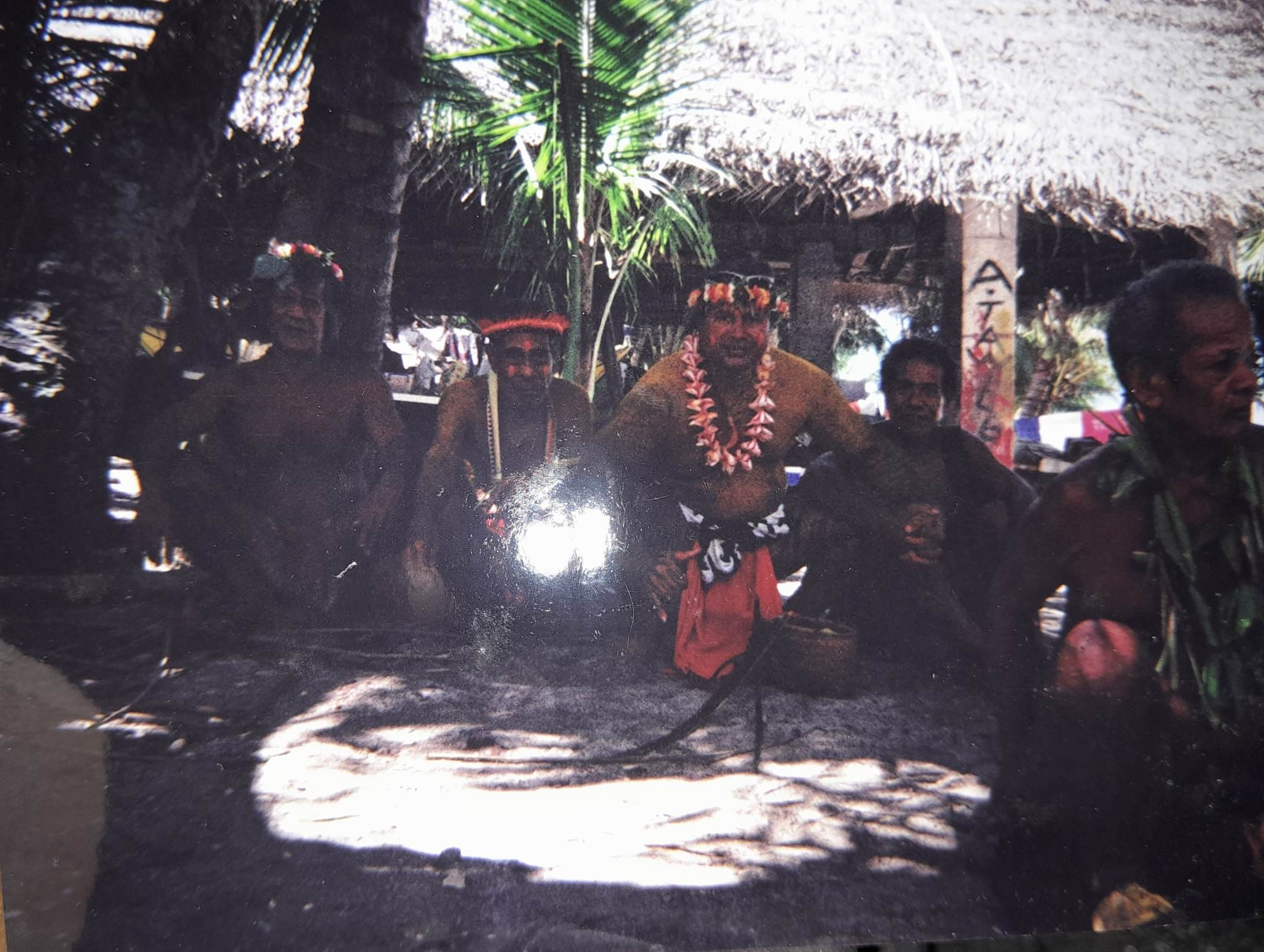
Jefe Miko rodeada de muchos ancianos durante la tradicional ceremonia de navegación
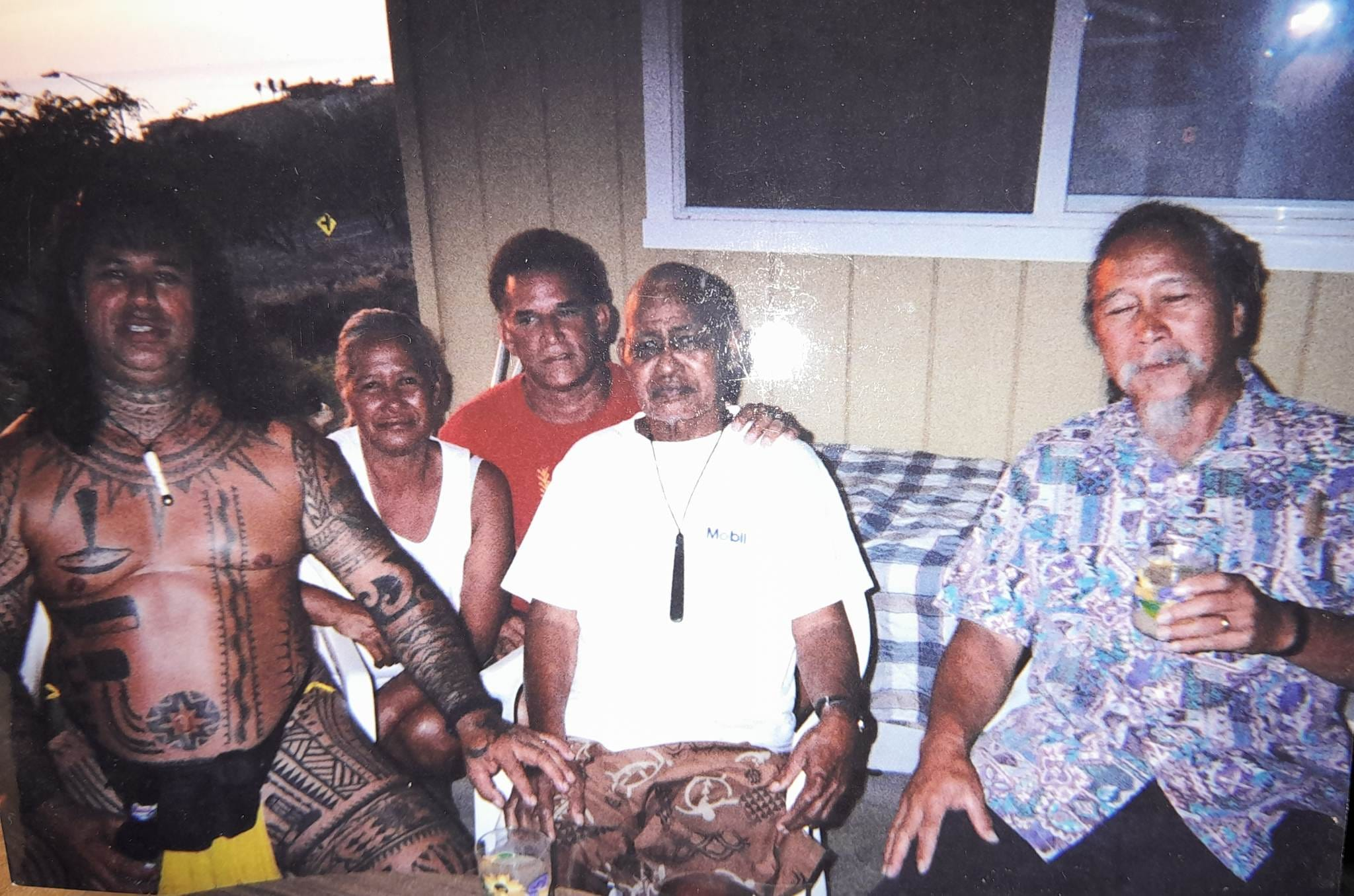
El jefe Miko celebra el cumpleaños de Mau Piailug en Kohola, la gran isla de Hawai
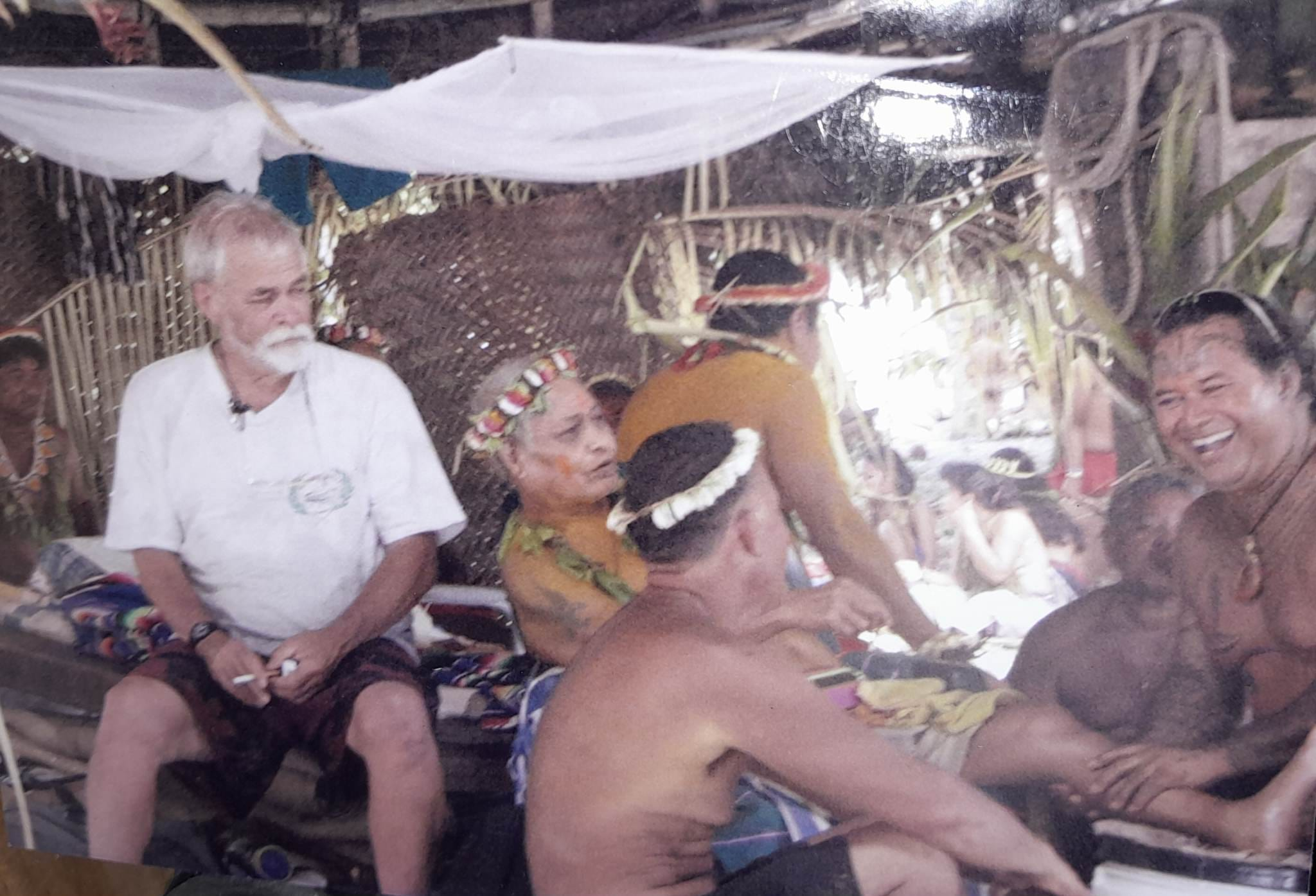
Mau Piailug recibiendo un masaje de pies por el jefe Miko
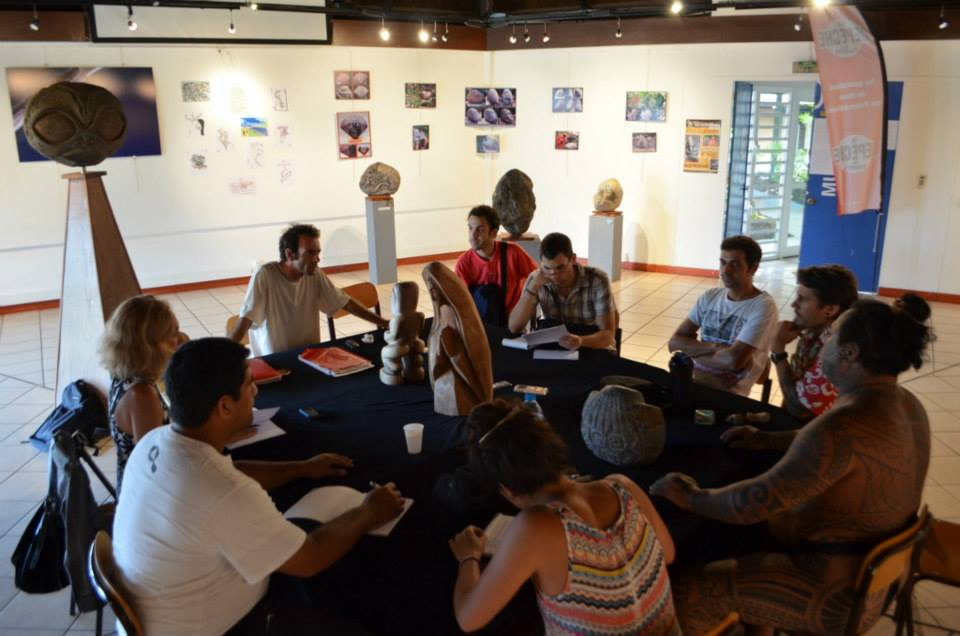
Asamblea CCCTP 2014
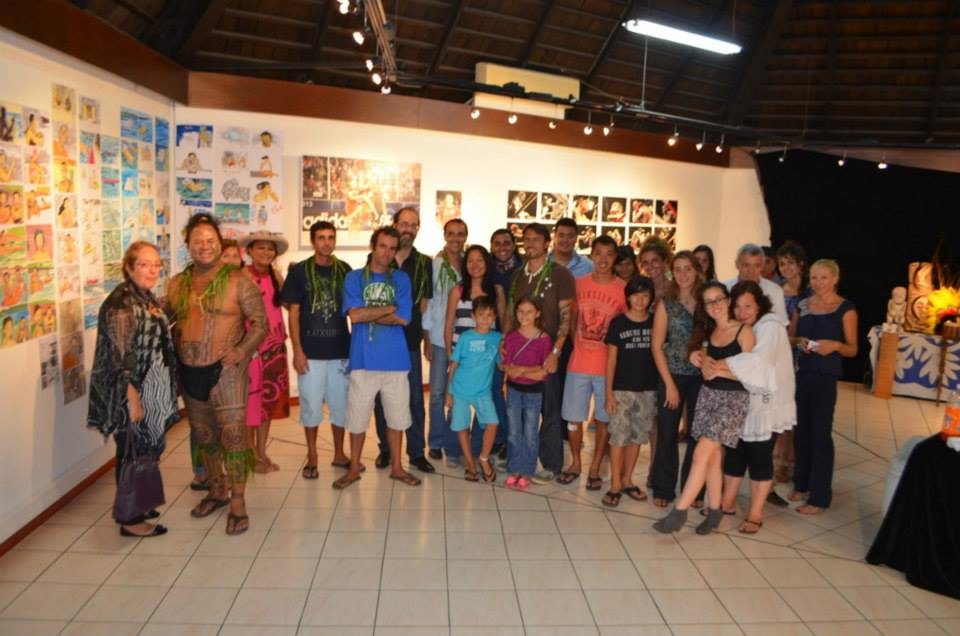
Apertura del CCCTP 2014
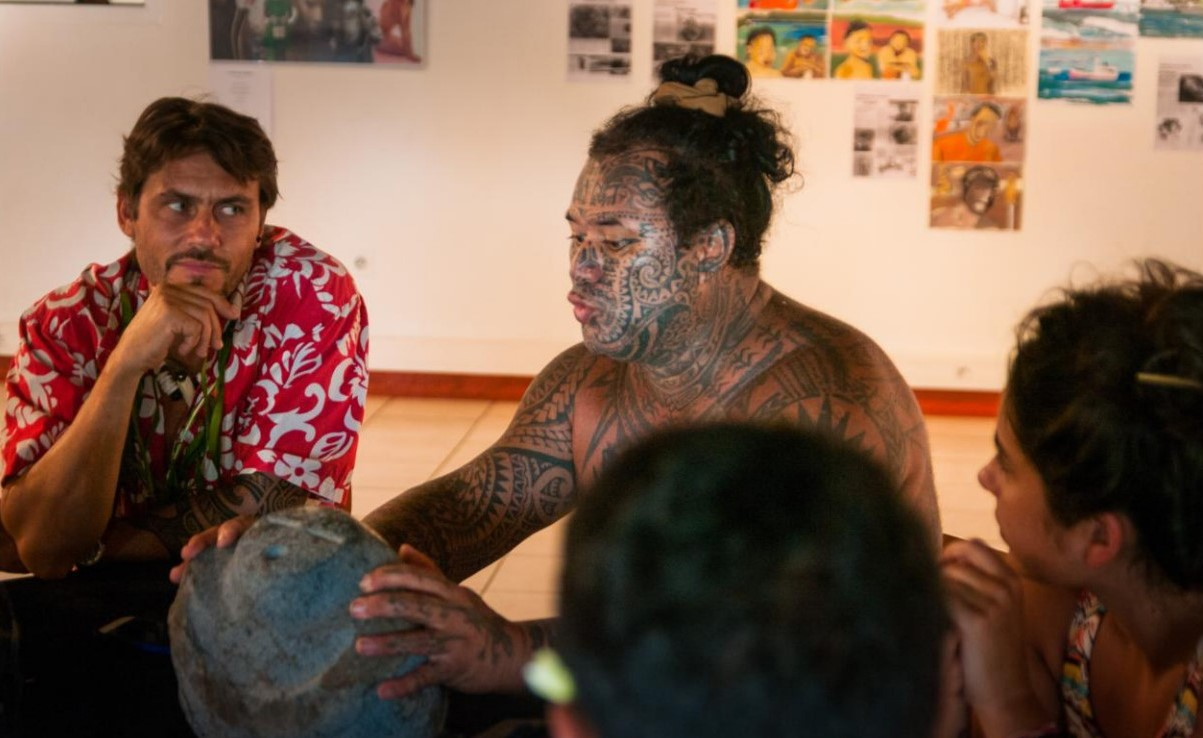
Jefe Miko y Teva Victor